# Прокатедральний храм Благовіщення Пресвятої Богородиці (Бучач)
Прокатедральний храм Благовіщення Пресвятої Богородиці — діючий храм у Бучачі (Тернопільська область). Другий за значенням храм Бучацької єпархії УГКЦ після Катедрального собору верховних апостолів Петра і Павла у Чорткові.

## Коротка історія
У 2007 році єпископ Іриней Білик освятив хрест на місці церкви.
Освячення відбулось 21 вересня 2014 за участи митрополита Тернопільського Василя Семенюка, єпарха Бучацького Дмитра Григорака, екзарха Луцького Йосафата Говери. Також було освячено престіл, кивот. На святі були присутні, зокрема, міський голова Бучача Йосиф Мосціпан, голова Бучацької РДА Василь Вонсяк та голова Тернопільської ОДА Олег Сиротюк, який подарував храму 2 хоругви святих Володимира та Ольги.
Намісниками Дмитра Григорака в Бучачі будуть о. Зеновій Войтюк та о. Володимир Гнилиця.

## Про храм
Архітектори: Олег Заліщук, його донька Вікторія Огоньок з Тернополя, Іван Добровольський (Бучач).
Вартість будівництва скалал 7 млн. грн. Головними жертводавцями були християнські благодійні організації Німеччини.
Собор складається з надземної та підземної церков.